# Bayeman (Tongas)
Bayeman is een bestuurslaag in het regentschap Probolinggo van de provincie Oost-Java, Indonesië. Bayeman telt 6349 inwoners (volkstelling 2010).